# Capasa chlorosticha
Capasa chlorosticha är en fjärilsart som beskrevs av Turner 1917. Capasa chlorosticha ingår i släktet Capasa och familjen mätare. Inga underarter finns listade i Catalogue of Life.